# Чо Сон Чжин
Чо Сон Чжин (кор. 조성진; род. 28 мая 1994, Сеул) — южнокорейский пианист.
Окончил Высшую школу искусств в Сеуле. В настоящее время учится в Парижской консерватории у Мишеля Бероффа.
В возрасте 10 лет был удостоен третьей премии на национальном конкурсе пианистов имени Фридерика Шопена и в дальнейшем много выступал с произведениями этого композитора. В сентябре 2008 г. в Москве Чо Сон Чжин победил на Московском международном конкурсе пианистов имени Шопена, вызвав высокую оценку председателя жюри Николая Петрова:

Чрезвычайно яркий музыкант, с прекрасным звуком, замечательной фразировкой. Видно, что это не то что его учитель научил. Для меня это было открытием.

По приглашению Петрова юный пианист спустя два месяца принял участие в фестивале «Молодой Кремль музыкальный» в Оружейной палате, исполнив в сольном концерте произведения Шопена, Скарлатти, Бетховена и Дебюсси и вызвав восторженный отзыв критика:

Такого пианиста <…> не приходилось слышать много-много лет. Это тем более поразительно, что он — «ничей»: не представляет никого из именитых профессоров, учится в не особенно знаменитой Сеульской академии музыки. «Ворожба», «волхование», «гипноз» — вот какие слова приходят на ум в связи с игрой Чо…

В 2009 году Чо Сон Чжин выиграл Международный конкурс пианистов в Хамамацу, став самым юным победителем в его истории и первым представителем Азии, получившим первую премию.
В июне 2011 года Чо Сон Чжин стал лауреатом III премии на XIV Международном конкурсе им. П. И. Чайковского. В 2015 году выиграл в Варшаве Международный конкурс пианистов имени Шопена.